# 傳送門2
《傳送門2》是一款由维尔福開發及發行的第一人稱解謎遊戲，是2007年遊戲《傳送門》的續作。游戏于2011年4月19日在Microsoft Windows、Mac OS X、PlayStation 3以及Xbox 360平台发布。零售版本由美国艺电发行，而Windows、Linux以及OS X的可下载版本由维尔福自家的游戏分发系统Steam发行。內含《傳送門》與《傳送門2》的《傳送門：同伴合集》於2022年6月28日在任天堂Switch平台推出。
2010年3月，《传送门》发布更新，稍微修改了游戏的结局，以此来表示续作的制作。2010年3月5日，维尔福宣布将开发《传送门2》。在游戏正式发布之前，维尔福推出了内含13款独立游戏的另类实境游戏《馬鈴薯袋》，让玩家以为可以通过的形式来让游戏提前几个小时发布。
《传送门2》保留了前作的大部分游戏元素，并添加了许多新元素，例如强光桥、高热能激光、凝胶等。其中凝胶的创意来自2009年独立游戏节最佳学生游戏——迪吉彭理工學院学生制作的《标签：油漆的力量》。《传送门2》包括单人模式和合作模式。单人模式的主角仍为前作的雪儿（英語：Chell (Portal)）。游戏以主角在休眠设施中深度睡眠了若干年之后被唤醒开始，主角需要在荒废的光圈科学设施中与被重新激活的人工智能体GLaDOS重建科学。另外单人模式有多名新角色登场，例如惠特利（英語：Wheatley (Portal)，斯蒂芬·默切特配音）、卡夫·強森（英語：Cave Johnson (Portal)，或译为“凯文·约翰逊”，J·K·西蒙斯配音）等。合作模式的主角是叫做Atlas和P-Body的两个机器人，它们需要通过合作来解决一系列谜题。
在游戏发布之后，维尔福又推出了《传送门2》的更新，包括额外的追加下載內容、简化版的地图编辑器等。通过Steam的“创意工坊”，玩家可以将自己设计的关卡发布到社区，或者下载来自社区的关卡。
一些评论认为将《传送门》拓展成完整系列的难度较大，但是大多数评论都对《传送门2》持好评。游戏的创作、节奏以及黑色幽默都是极为突出的亮点，其配音受到了一些媒体的好评，游戏的新元素、渐进的挑战和附加的合作模式都受到称赞。多个媒体将《传送门2》列为2011年年度游戏之一，以及史上最佳电子游戏之一。

## 玩法

該展示圖顯示當玩家躍下藍色傳送門時，自由落體的向下动量在穿越橘色傳送門後，會轉變為向前的直線动量，使玩家能到達原本沒辦法抵達的地方。簡單來說，向下進入時的速度會被保存到離開傳送門時，進入瞬間和出來瞬間的速率是一定的。

與前作《傳送門》一樣，玩家在單人模式要以第一人稱視角控制一名叫做雪儿的女性角色，在合作模式需要控制两个机器人Atlas和P-body中的一个，在自定义地图则是控制一个人形的图标。他們都是典型的沉默主角，因此玩家不会听到自己所控制的角色说话。主角可以承受少量伤害，但是受到持续伤害之后会死亡。主角不会受到坠落伤害，不过若是落入无底洞或毒性液体中会立刻死亡。在单人模式中，一旦雪儿死亡，游戏会重新回到最近的游戏存档；在合作模式中，如果机器人死亡，游戏会照常进行，而角色会立刻重生。游戏发生在光圈科技的设施——复杂可变的机械迷宫之中。大多数时间玩家会处于模块化的“实验室”内，实验室内会有明确的入口和出口。玩家需要解开实验室所布置的谜题，达到出口并离开实验室。另外游戏也有一些彩蛋，玩家也可以进入到幕后区域。
游戏初期会有一些教学性质的关卡，引导玩家学会基本的控制和交互方法。玩家必须使用「光圈科學手持傳送門裝置」（簡稱「傳送門槍」）解决谜题。该装置可以在白色墙面上建立两种颜色的传送门。这两种传送门沒有特定分何者為入口、何者為出口，而且互相连通。任何物體（包括玩家）在穿過其中一道傳送門後，就會穿越另一道傳送門到達不同地點。玩家可以通过传送门进行移动，或“抛掷”自己或一个物体。无论是在墙面，还是被障碍物遮挡，传送门的轮廓都是可见的，这样可便于定位。
游戏引入了一些新的游戏元素。例如，高热能激光可以与接收器配合充当开关，也可摧毁炮塔；传送隧道可以吸引或推动玩家与物体；强光桥可以为玩家提供一个站立与行走的桥面。这些游戏元素均能穿过传送门。另外，空中弹射板可以把玩家或物体抛到指定位置；机枪炮塔会对玩家射击，所以玩家需要阻止炮塔工作或避免进入炮塔的视线。前作的重量存储方块经过重新设计，分化出了可以改变激光方向的折射方块、没有边框的球、20世纪风格的方块和由游戏角色惠特利制造的机枪炮塔方块（又被称为“Frankenturret”）。心形装饰的同伴方块也重新出现。在早期的演示版本中，游戏还包括能够传送物体与产生吸引力的通风管等，但这些元素最终并未在正式版本中出现。所有的游戏元素都与解谜有关，它们会帮助或妨碍玩家完成谜题。
游戏还引入了几种凝胶。凝胶从游戏内的管道喷出，可通过传送门传送。凝胶在附着物体或墙面之后会产生特定的效果。蓝色的排斥凝胶可以使主角跳得更高，橙色的推进凝胶可以使主角跑得更快。白色的转换凝胶可以使玩家在它的表面上建立传送门。
游戏包括双人合作模式。两个玩家既可以以同一主机分屏显示的形式进行游戏，也可以使用各自的电脑或游戏机。Windows、Mac OS X和PlayStation 3平台的玩家可以互相连接而无需考虑对方的平台。2012年下半年维尔福发布补丁，为Windows和Mac平台玩家加入了分屏支持。两位玩家需要操作的角色都是机器人，二者均拥有自己的传送门枪，并且每个角色都可以进入对方设置的传送门。两位玩家建立的传送门采用不同的配色方案，其中一个是蓝色和紫色，另外一个是橙色和红色。一开始会有一个校准实验室来指导玩家如何使用传送门和沟通工具。大多数实验室会要求玩家各自设置传送门来重定向激光、重定向传送隧道、发射物体或做出其他动作等。游戏提供了语音交流功能。玩家也可以随时进入分屏视角来协助与指导对方。玩家可通过一个名为“Ping”的工具来标记物体或墙面的位置、启动倒计时来同时做某一动作。玩家之间也可以互相打手势，例如挥手或拥抱等。游戏会记录玩家通过的实验室，在玩家与新的伙伴合作时允许玩家重玩那些实验室。
《传送门2》编剧艾瑞克·沃保估计游戏需要大约6小时来完成。游戏包括“开发者注释”功能，玩家通关之后可以开启此模式。在开发者注释模式中，游戏内会有一些表示注释的图标，玩家可对其按下使用键，以听取开发者、编剧、美术等游戏工作人员的评论。按照维尔福的说法，单人模式和合作模式每关长度都是前作《传送门》的2到2.5倍，而總長度則是前作的5倍。

## 游戏设定

### 背景故事
传送门系列的设定与戰慄時空系列有关。《传送门》的剧情发生在《戰慄時空》和《戰慄時空2》之间，而《传送门2》的剧情发生在《传送门》和《戰慄時空2》“很长时间之后”。
《传送门》剧情发生之前，游戏中的光圈科技对人类测试对象进行了一系列试验，以判断他们能否安全通过危险的“实验室”。在光圈科技制造出人工智能体GLaDOS之后，GLaDOS控制了整个设施，并杀光了光圈科技的员工。《传送门》的结局是主角雪儿（Chell）摧毁了GLaDOS，被爆炸炸出光圈科技的设施，然后很快就被一个看不见的机械爪（编剧艾瑞克·沃保将其称为“派对护送机器人”，Party Escort Bot）拖回了设施。在维尔福制作的漫画《Lab Rat》中，唯一幸免于GLaDOS屠杀的光圈科技员工道格·拉特曼（Doug Rattmann）通过通过涂鸦来引导主角了解真相，又将被拖回设施的雪儿置于生命暂停装置中以保证她存活。雪儿一直处于休眠状态，直到《传送门2》剧情开始。

### 单人模式
主角雪儿在休眠50天后，在一个像是旅馆房间的地方被系统广播（Announcer）唤醒，在系统广播的指引下进行了一系列“體適能與心理健全義務運動”，之后又陷入沉睡。当她再次醒来时，光圈科技的设施已经变得荒芜，杂草丛生，反應爐很快就会损毁。这时，一个自称惠特利（Wheatley）的人格核心找到了她，并打算帮助她通过实验室离开整个设施。在逃离过程中，他们意外啟動了已被摧毁的GLaDOS。GLaDOS把惠特利扔到一边，留下雪儿，并开始重建实验室。

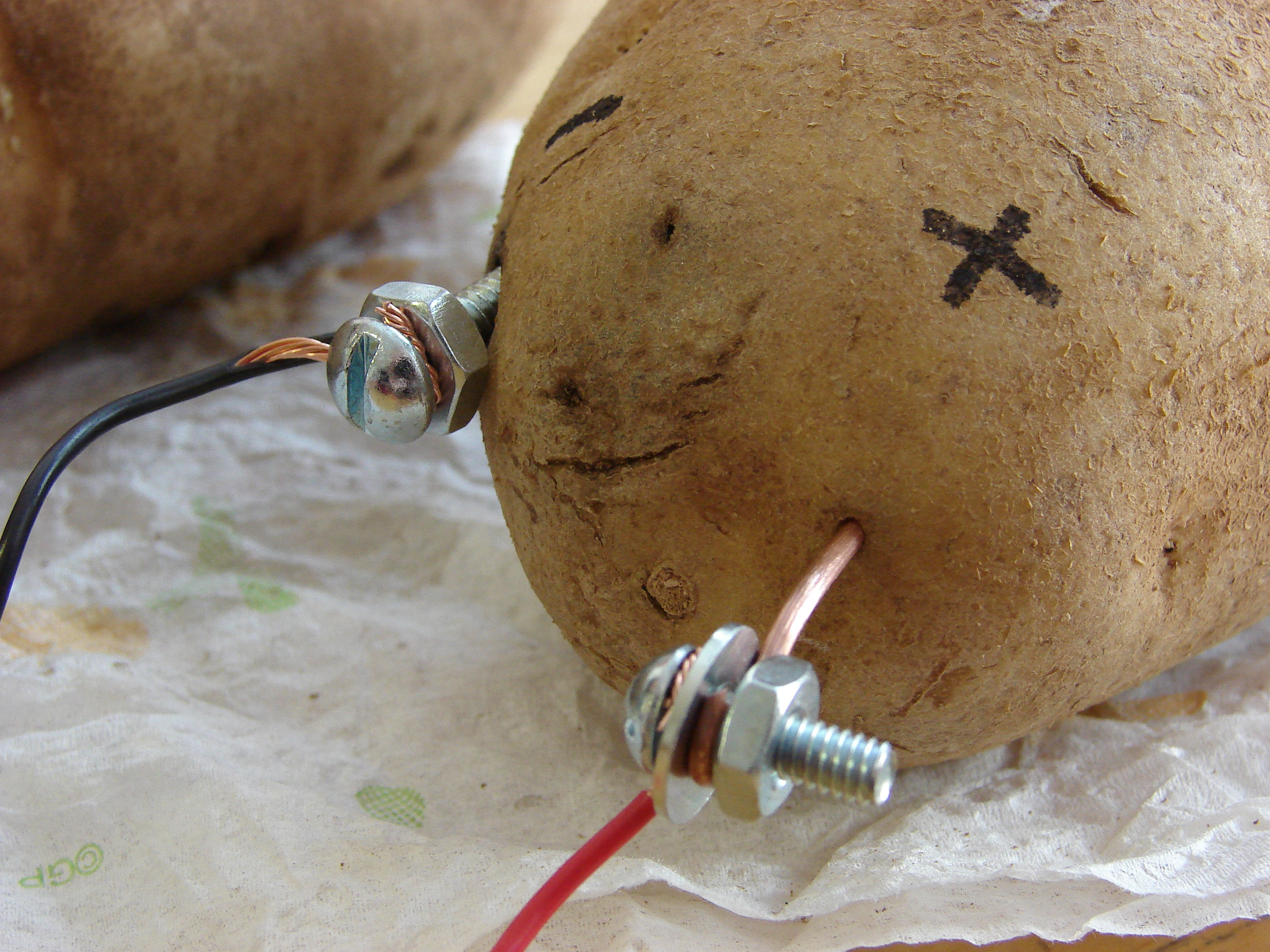
在《传送门2》中土豆有着特殊的含义：在游戏中期，惠特利与GLaDOS进行核心转移并接管光圈科技的设施之后，他把GLaDOS的人格核心装在了土豆电池上面。

在重建实验室过程中，GLaDOS又对雪儿进行了一系列“测试”。测试快结束时，惠特利现身，带领雪儿逃出了GLaDOS的实验室。他们两个破坏了炮塔和神经毒素的生产线，之后再次遭遇GLaDOS。因为炮塔和神经毒素全部损坏，GLaDOS未能杀死雪儿。之后，雪儿和惠特利启动了“核心转移”程序。该程序把GLaDOS从实验室控制核心上取了下来，并把惠特利安到了上面。惠特利很快就因为获得新的力量而变得堕落和邪恶。当他把GLaDOS的人格核心塞进土豆电池时，GLaDOS告诉他，光圈科技员工之所以设计惠特利——一个让她产生“无数糟糕想法”的“智能减震球”，是为了抑制她的人格。惠特利拒绝承认这个事实，一怒之下将雪儿和GLaDOS抛进电梯井。她们两个掉到了已被光圈科技抛弃的最底层的设施。之后，雪儿沿着按照从20世纪50年代到当代顺序修建的实验室一路向上。在前进过程中主角不断听到光圈科技创始人卡夫·強森（Cave Johnson）的录音，了解到強森随着公司亏损和名誉丧失而逐渐变得沮丧和疯狂，最终因为接触月球土壤而中毒。強森染病之后，他的助手兼女友卡洛琳（英語：Caroline，由愛倫·麥克萊恩配音）成为了“把大脑存储到电脑中”的实验品，最终变成了GLaDOS。雪儿在實驗室的鳥巢中找到了GLaDOS，她们两个决定联手阻止惠特利，避免惠特利因愚蠢的行为毁掉整个设施。她们二者继续前进的时候，GLaDOS又因为自己和卡洛琳的身份的问题感到困扰。
雪儿和GLaDOS回到了现代实验室，惠特利受到GLaDOS系統的干擾開始對雪兒進行實驗，但惠特利找到了GLaDOS以前的一個叫”非人类测试目标“的企劃（用機器人取代人類進行實驗），所以決定殺死雪兒，但雪兒成功逃脫，雪兒找到了在控制室中的惠特利。惠特利利用GLaDOS的软件来对她们进行测试，之后又布下了一系列陷阱，不过雪儿全部逃脱。在最后的会面中，雪儿将三个损坏的人格核心（由诺兰·诺思配音）附在惠特利身上讓惠特利的損壞程度超過GLaDOS，因此GLaDOS有机会再次通过核心转移夺回控制权。此时设施的天花板恰好因设施反应堆熔毁而掉落，露出了夜晚的天空，于是雪儿想起在地底出現的白色凝膠，雪兒对着月球放置了一个传送门，然而地面上还有一个传送门，这导致她和惠特利都因巨大的压力差被吸入太空。GLaDOS把被吸入到月球的雪儿拖回地面，并把惠特利和一个损毁的核心留在了太空之中。
当雪儿醒来之后，GLaDOS表示自己从卡洛琳身上学到“一个教训”，随后删除了卡洛琳的人格，变回了自己以往的态度。GLaDOS发现尝试杀死雪儿实在太难，于是便放了她一条生路。随后雪儿伴随着炮塔们的合奏和歌曲《Cara Mia Addio》，通过一个电梯穿过了整个设施。到达地面之后，她走出小屋，看到了一片麦田，之后一个烧焦和磨损的重量同伴方块也被送到了地面。这大概是雪儿在前作中将其扔入焚化炉的那个同伴方块。
在游戏制作人员画面结束之后，玩家可以看到惠特利漫无目的地飘在太空之中，那个损坏的人格核心围绕着他进行公转。惠特利对自己背叛雪儿的行为表示追悔莫及。

### 合作模式
合作模式的剧情发生在单人模式结束之后。二者在剧情上有所联系，但游戏并不要求玩家必须按照先单人后合作的顺序来玩。两位玩家所控制的两个主角Atlas和P-Body都是双足机器人，需要共同完成五组实验室的实验。每个角色都配有传送门枪。在玩家完成每个实验之后，两个机器人都会被拆解，然后在下一个实验室被重新组装。当一组实验全部完成之后，两位主角会被送回一个称为“Hub”的地方。每一组实验室的谜题都聚焦于一种特定的测试元素或解谜技巧。在前四组实验室，GLaDOS最后都会要求两个机器人到实验室之外去恢复数据磁盘，然后将两个机器人摧毁，并把它们的内存信息恢复到新机器人身上——角色如果在实验室内死亡也会进行类似的数据恢复。最初GLaDOS对非人类测试目标感到激动，但是随后变得失望，因为两个机器人不可能真正地死亡。进行一系列测试之后，两个机器人最终成功发现了“人类金库”——一个保存了大量人类的地方。GLaDOS发现了新的测试目标，十分感谢两个机器人，赞扬它们“拯救了科学”，然后就把它们两个炸毁了。

## 開發
在《传送门》获得成功之后，维尔福决定继续开发《传送门2》。一方面是因为维尔福内其他的开发者也想参与传送门系列的开发。发布《传送门》以后，团队立刻开始了续作的开发。维尔福承认，与前作相比，他们在《传送门2》投入了更多的资源。《传送门》开发团队只有7到8人，而《传送门2》的开发团队已经扩充到30至40人。最初的四人小组被扩充成若干个小组，分别策划游戏机制和剧情等。内部面试的参与者受自己所见内容的启发而加入了项目。艾瑞克·沃保说，《传送门2》的一些开发者曾去协助《求生之路》的开发，但是开发完成后“又拉来了一些人”。然而《传送门》的设计师金·斯威夫特在开发途中离开了维尔福。
项目主管艾瑞克·约翰逊（Erik Johnson）说，维尔福开发《传送门2》的目标——找到一种让玩家“重新感到惊喜”的方法——成為了開發者們的一大挑戰，他觉得这個目標“對一個遊戲開發者而言實在太可怕了”。2011年3月，即游戏正式发布前一个月，维尔福总裁加布·纽维尔称《传送门2》是“我们做过的最佳游戏”。游戏正式发布之后，游戏记者兼电视节目主持人杰夫·基思利指出，按照纽维尔的意思，《传送门2》可能是最后一个具有纯粹的单机模式的游戏。杰夫·基思利后来补充道“可能”一词暗示着“这个想法可能会发生变化”。加布·纽维尔说维尔福并不是“彻底放弃单机游戏”，不过他们会在单机游戏里面会加入更多具有社交性质的功能，《传送门2》的合作模式就是一个例子。

### 设计
在遊戲開發的最初過程，開發團隊打算不再使用“傳送門”。他们专门花了5個月的時間來設計一種名為「F-Stop」的遊戲机制，但外界無從得知具体内容，因為開發者本来打算將其置于新遊戲之中。雖然新的遊戲机制得到了一些好評，但是每個遊戲測試者都因沒有“傳送門”而表示失望。在Kotaku泄露一些游戏设定之后，加布·纽维尔经过深思熟虑，要求開發團隊重新制定《傳送門2》的開發計劃，补回傳送門的机制。

《传送门2》前几关的实验室（图片下半部分）重新使用了前作的实验室（图片上半部分）。陈旧和破碎的设施、天花板上的植物暗示两部作品的剧情已经间隔很长时间。

艾瑞克·约翰逊表示，维尔福不是打算让《传送门2》的难度比前作更大，而是要设计一款“能够启发玩家思考，并且让玩家能够在通关之后感到自己很聪明”的游戏。游戏让玩家循序渐进地掌握游戏机理：首先，设计一个相对安全的环境，使得玩家可以自由地试验新出现的元素，这被维尔福称作“检查表”；其次，设计稍难一点的实验室，将几种游戏元素组合到一起来促使玩家水平思考。为了达到这个目的，设计师先从白板上绘制实验室的透视图，接下来对透视图进行完整性检查，然后用起源引擎的地图编辑器Hammer制作草图。制作完成后由测试玩家进行大量的试玩，确保每个实验室都不会太简单或者太难，同时设计师也会观察试玩者能否找到其他解决谜题的方法。最后，设计团队会根据试玩的结果来决定保留或放弃哪些解法。这些设计方案还会被退回，以确认新引入的元素不会使玩家感到更加困难。设计方案在设计师和测试玩家之间反复迭代，直到所有解决为止。《传送门》中的一些游戏元素会被进行修改以符合《传送门2》的风格。不过，对于某些游戏元素而言，虽然玩过《传送门》的玩家能够很快熟悉这些元素，但是新玩家仍然需要像前作一样先进行一系列训练，因此开发者又进行了另一种修改：例如，把前作的能量球换成激光——能量球的运动需要时间，而激光的传播不需要时间。这样玩家可以立刻得到反馈，训练时间大幅缩短。
设计师从前作挑选了若干个实验室，加入了腐烂、倒塌和杂草丛生的效果，让前作的玩家产生怀旧和恍如隔世的感觉。设计团队把前作的低分辨率纹理换成了能被新游戏引擎支持的高分辨率纹理。在单人模式剧情的中间部分，大多数表面无法建立传送门，这就迫使玩家去寻找一些更聪明的解题方法。在这一部分，建筑设计的灵感多来自歐洲核子研究組織、美国国家航空航天局和已经被弃用的苏联太空计划设施。编剧杰伊·平克顿指出，在游戏的最后部分，也就是在惠特利控制整个设施的那部分，“关卡设计师发了一下飙”，设计出了错乱的实验室，以此来反映惠特利是个天生的白痴。设计师们还发现，只让玩家解题会使玩家感到厌烦，所以他们又插入了一些意外事件来让玩家稍微休息一下，并借机推动剧情的发展。

《传送门2》中的凝胶可以附着在墙面和物体表面。在这张图中，蓝色的排斥凝胶附在炮塔上面，使得炮塔一直处于弹跳状态。

《传送门2》集成了游戏《标签：油漆的力量》的核心元素——能够附着在墙壁、天花板、地面和物体表面的凝胶。受这部游戏影响，维尔福雇用了它的创作者以继续开发。后来维尔福决定将凝胶纳入到《传送门2》之中。维尔福市场部副经理说：“把这两部游戏的科技组合到一起的决定是顺理成章的。”记者们将这款游戏与《Narbacular Drop》作类比。后者也是由迪吉彭理工學院学生制作的游戏，最终发展成了《传送门》。《传送门2》的排斥凝胶（可以跳得更高）和推进凝胶（可以跑得更快）就源自《标签》。但是，有一种允许玩家无视地球重力而站在任何表面的凝胶最终被弃用，因为它使测试玩家们感到不适。这种凝胶最终被换成了转换凝胶（可以在上面建立传送门）。凝胶给了玩家更多自主权，但也给关卡设计师带来了挑战。凝胶的流体力学原理是专门由《标签》开发团队的人来实现的。
为了增强水面的渲染效果，《传送门2》运用了维尔福在开发《求生之路2》时所采用的高级渲染技术，运用表面发光、发光碎片及随机噪音的技巧，通过实时渲染来实现更为逼真的流动效果。
合作模式源于玩家的需求，还有和玩家们在同一台电脑或游戏机上共同完成谜题的轶事。艾瑞克·沃保将合作模式比作玩家在同一台设备上一起玩“只需要用鼠标点击的冒险游戏”。合作模式关卡也受到了《求生之路》的影响——玩家们喜欢在通关之后讨论自己的游戏经历。《传送门2》的单人模式着重于避免让玩家产生挫败感，而合作模式关卡聚焦于协作和交流。维尔福意识到，合作模式谜题的设计要比单人模式困难得多。《传送门》和《传送门2》的单人模式没有限定时间的关卡，不过，维尔福发现在合作模式中加入限时关卡可以起到很好的效果：玩家们一旦成功地计划和执行自己设定的方案，会产生正面的感觉。在合作模式中，几乎每个关卡都需要建立四个传送门，以防止一个人单独通过。只要测试玩家发现一种不依靠队友就能通过的方法，关卡设计师就会重新审视关卡并进行修改。实验室经过特别设计，除了一些特殊情况，两个玩家始终可以方便地看见对方，这样有利于交流和合作。一些实验室被故意设计得不对称：一个玩家需要主导传送门和控制开关，而另一个玩家需要在他的帮助下通过隔间。设计师借此来强调两人既要合作又要有所分工。设计师很快发现，玩家需要一种进行指示和标记的能力，因为做标记比口头交流更有效率，于是设计了“Ping”。
维尔福本来计划加入团队竞技模式。艾瑞克·沃保指出，这个模式和《Speedball》类似，一个队伍通过传送门将球传到竞技场的另一侧，而另一个队伍要阻止他们这样做。比赛以这个目标开始，但是人们发现比赛很快就会陷入混乱。维尔福意识到玩家更愿意用传送门来解题，于是他们将精力集中在合作模式上面。

### 编剧
艾瑞克·沃保、《国家讽刺》雜誌主編杰伊·平克顿和《求生之路》編劇切特·费里斯诗克共同編寫了《傳送門2》的劇情。艾瑞克·沃保和杰伊·平克顿撰写了單人模式的劇情，而切特·费里斯诗克編寫了GLaDOS在合作模式中的台詞。遊戲包含多達13,000條對話。作家认为他们需要为游戏撰写一个更丰富的故事，希望游戏“感觉比较亲切”，而且要避免引入太多新角色。他們決定在《傳送門》的“乾貨”上面擴展劇情，加入更多喜劇成分。艾瑞克·沃保說，虽然一些开发商已经朝向艺术游戏的方向发展，但是还没有人制作过喜剧游戏。另外，遊戲剧情的设计和遊戲的開發、測試是緊密配合的。

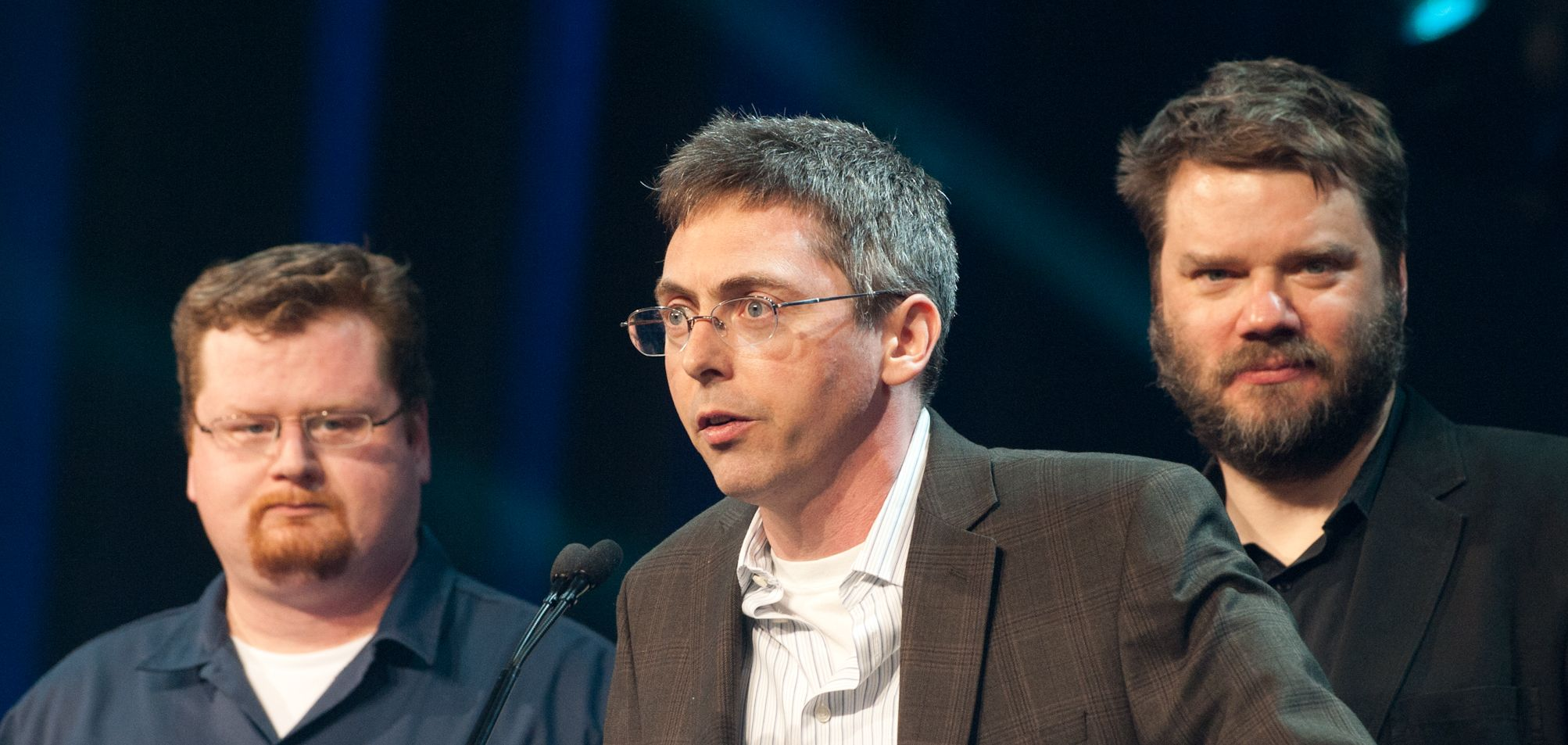
2012年遊戲開發者大會上，《傳送門2》編劇杰伊·平克顿（左）、艾瑞克·沃保（中）和切特·费里斯诗克（右）共同獲得了「最佳故事」獎項。

《傳送門2》開發者最初計劃接續《傳送門》的劇情，將時間設定在20世紀50年代——與GLaDOS接管整個光圈科技設隔了很長時間。在這個年代，劇情隨着光圈科技總裁卡夫·強森逐漸陷入電腦中推动。卡夫·強森意图领导機器人大軍与玩家战斗，从而奪取在光圈科技的權力。2008年6月，Kotaku基於一個招聘網站的資訊和一些泄漏出的劇本樣例來猜測维尔福的計劃：维尔福需要给角色強森配音的演员，強森被称为一个人工智能体，由此可以推测维尔福要出《传送门》的续作。维尔福將這次泄漏事件歸罪於一個「過分熱心的代辦」。意識到測試玩家對遊戲內沒有雪兒和GLaDOS感到不滿之後，開發團隊重新構思了《傳送門2》，将其作为《传送门》的续作。设计团队重新检视光圈科技早期时代的设定，重新設計了卡夫·強森這個人物。
編劇們最初構思了幾個幽默的遊戲結局，在玩家做出特定的動作後即可觸發。不過，將其付諸實踐需要耗費大量精力，而且收獲很少，因此編劇們放棄了這些想法。例如，其中一個幽默結局是如果玩家朝向月球表面建立傳送門的話，玩家會在遊戲主題曲結束之後死於窒息。遊戲最终只保留了向月球射擊這一部分。編劇們還計劃讓主角雪兒在遊戲結束時說句話，但是編劇們認為這不夠搞笑。在早期版本的劇本中，雪兒找到了一群與「動物之王」炮塔失散的小炮塔，作為獎勵，「動物之王」会让一个炮塔迎娶雪儿，并随时保护她。合作模式本来有一系列更翔实的剧情，例如GLaDOS会要求两个机器人寻找人类的艺术品。编剧们希望可以使机器人有一点人性，不过他们意识到，在单人模式中玩家是一个被动的听者，而合作模式中玩家之间也会互相交流，因此游戏剧情被精简成一些非常基本的东西。
艾瑞克·沃保说，虽然《传送门》内很多剧情元素又被重新加入到《传送门2》中，但他在避免一些网络迷因，例如不断重复的“蛋糕是个谎言”（the cake is a lie）。他表示“如果你觉得你对迷因感到恶心，那么我在你之前就已经被恶心到了。”然而艾瑞克·沃保还是“忍不住放了仅仅一个”关于蛋糕的玩笑。编剧们不会预测或特意制作新的迷因。艾瑞克·沃保指出，“你不可能去刻意安排一个成为网络迷因的对话，因为这样做的话会给人一种强制的感觉，使人感到不满。”即便如此，《传送门2》还是产生了一些网络迷因，例如太空核心（Space Core）。后来维尔福为《上古卷轴V：天际》制作了一个与太空核心有关的游戏模组。在一块由美国国家航空航天局为国际空间站制作的面板上也可以看到激光雕刻的太空核心图案。
編劇將光圈科技本身也視作一個角色，將其形容為「一個會呼吸的活設施」、「一個隨着科學發展而瘋掉的科技公司」。在《Lab Rat》漫畫中，設施被形容得「既美麗又恐怖」，是「一個由插件、添加物和經費組成的而且能夠擴散的混合物」，並且可以「自我建造」。
《PlayStation 3杂志》的理查德·麦考密克（Richard McCormick）发现《传送门2》的某些剧情参照了普罗米修斯的故事。麦考密克写道，GLaDOS是普罗米修斯的化身——以传送门枪的形式向人类传授知识，结果受到了惩罚，被绑在岩石上，被小鸟叼啄，并且被投入塔耳塔罗斯深渊。麦考密克还把惠特利比作普罗米修斯愚昧的兄弟厄庇墨透斯。在游戏中，一个机枪炮塔说出了普罗米修斯的故事，在光圈科技深处的支撑柱上可以看到“地狱”一词，而且一幅卡夫和卡洛琳的合像中藏有《被缚的普罗米修斯》的作者埃斯库罗斯。记者和玩家们还找到了《传送门2》与《戰慄時空》之间的联系。在《传送门2》世界里的一次试验中，光圈科技的运输船“北极光号”（英語：Borealis）被传送到了《戰慄時空2：二部曲》后面关卡提到的一个位置中。

### 角色设计

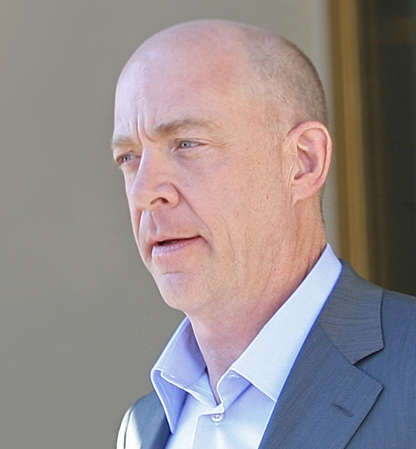
《传送门2》角色卡夫·强森的配音演员J·K·西蒙斯。

虽然《传送门2》新加入了若干个新角色，但是编剧们想使每个角色与玩家之间保持一对一的关系。维尔福考虑了每一种介绍新角色的方式。在游戏前半部分，测试玩家接受了更换主角的设定，但是，他们在发现GLaDOS不认识自己之后感到了困惑。于是编剧们重新把《传送门》主角雪儿设定为新作的主角。艺术家对雪儿的服装进行试验，决定改变她的国籍——含糊不清的外貌。
最后艺术家们重新考虑了曾在《传送门》中使用的“没有人性的”橙色跳伞服，不过跳伞服从下往上到腰部就截止了。艺术家通过这样设计来让雪儿的运动显得更加灵活，个体显得“更为突出”。《PlayStation 3杂志》称新外貌“有争议地表现性感”。在前作中，雪儿的容貌根据女配音演员阿莱西亚·格莱德韦尔进行设计。雪儿将继续作为一个沉默的观察者而存在，直面自身周围的疯狂和错乱，拒绝让敌人们得逞。
作为与雪儿有重要关系的角色，编剧改善了GLaDOS和雪儿的关系，不再完全让GLaDOS因为雪儿在前作的所作所为而感到愤怒。重新让麥克萊恩配音使得大家想要创作GLaDOS的背景故事和陪衬情节。编剧们意识到，只有让两个角色都说话的情况下，使雪儿和GLaDOS互相竞争的想法才能实现。为了矫正这个问题，他们引入了一个配角——卡洛琳，这样GLaDOS在游戏中期就有了一个可以处理问题和推动剧情的外部环境。
编剧们最初考虑引入六个人格核心，其主要作用是推动剧情发展。一开始他们计划基于的瑞德（由摩根·弗里曼扮演）和《大白鲨》的昆特等人物来设计核心。最后他们决定聚焦于一个单独的核心——惠特利，在与最终敌人的决战中再找回两个被编剧们抛弃的核心。为惠特利和其他人格核心制作动画的动画小组由卡伦·普雷尔领导。
游戏角色卡夫·强森的形象基于首席动画师比尔·弗莱彻的外貌来设计。虽然有人把强森和《生化奇兵》中一个建造了水下城市销魂城的大老板角色安德鲁·雷恩进行比较，但是沃保说在设计强森的形象时没有想到这个角色。在合作模式中，两个机器人角色有一些有趣的死亡场景，例如在被降低的天花板压碎时的挣扎等。艺术家们认为可以通过机器人的外表帮助叙述故事，而且两个机器人手牵手的事实强调了合作的模式。正经的对话被“有表现力的噪音”和怪癖取代。两个机器人角色被设计成了一个双人组合，就像勞萊與哈台那样。

### 配音

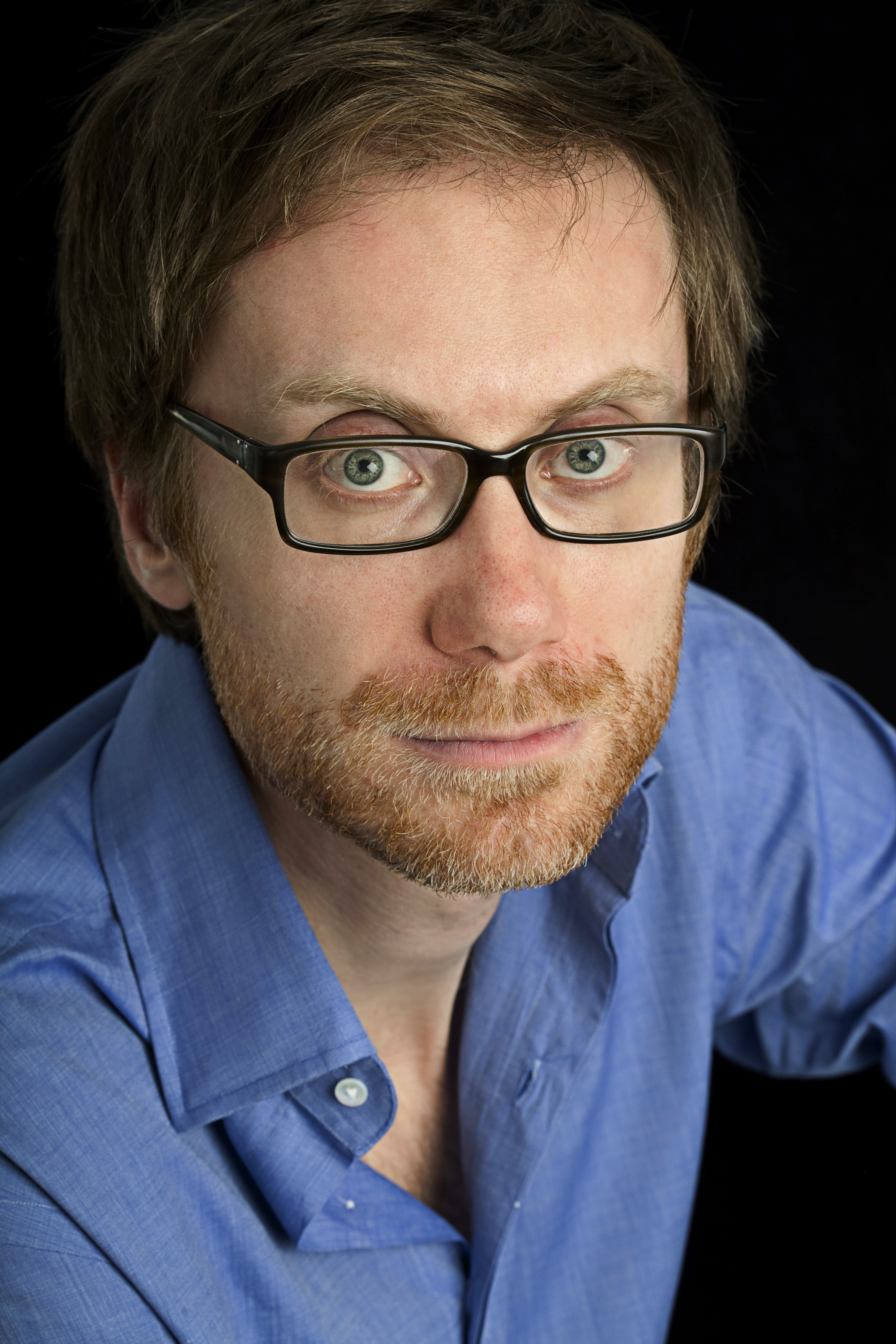
《传送门2》主要角色惠特利的配音演员斯蒂芬·默切特。

《传送门》的主要角色GLaDOS又成为了《传送门2》的主要角色，配音工作继续由愛倫·麥克萊恩完成。编剧们发现他们需要给卡夫·强森助手配音的演员，但是他们又不想再雇一个新演员，于是便请求麥克萊恩给角色卡洛琳配音。惠特利由斯蒂芬·默切特配音。早些时候在展会上展出的演示内容由维尔福的动画师理查德·洛德（Richard Lord）配音。编剧们创作了惠特利的台词，引用了默切特独特的“声音影子”和“疯狂地随便”的能力。编剧们假设他们找不到默切特，于是就联系了《IT狂人》编剧格雷厄姆·莱恩汉，打算通过他邀请理查德·艾欧阿德。但是后来他们发现默切特对《传送门2》感兴趣。编剧们给了他即兴发挥的自主权。配音工作花费了大约16个小时。
J·K·西蒙斯为光圈科技的创始人卡夫·强森配音。西蒙斯也为人物的设计提供了帮助。机器人由迪·布拉雷·贝克尔配音，他曾经出演电影。
合作模式是兩個機器人與GLaDOS之間的故事。開發者最初計劃使用雪兒和另一個叫做梅爾（Mel）的人類。GLaDOS打算摆脱人类的“形象问题”，在设计者转而使用机器人之后，“形象问题”这一点得以保留。在游戏中，GLaDOS看起來不喜歡機器人之間的協作，便試圖通過心理學策略來挑撥它們的關係，例如表揚其中一個機器人，說它比另一個機器人表現出色。维尔福最初打算让GLaDOS跟每个玩家说不同的话，但是他们发现这样做入不敷出。编剧们还尝试为GLaDOS加入鼓励玩家与对方竞争以赢得奖励（例如无意义的分数等）的对话，不过测试玩家们的评价并不高。切特·费里斯诗克指出，在合作模式中可能很难向玩家提供关键对话或重要事件，玩家们可能不会在正确的时间前往正确的方向。费里斯诗克和沃保依靠先前制作游戏的经验来让剧情保持简单、让关键的喜剧性质对话保持简短，而且他们会频繁重复这些内容。

### 音乐
《传送门2》的音乐主要由维尔福的麦克·莫拉斯基创作和合成。两首歌曲《Want You Gone》（单人模式游戏结尾的主题曲）和《Exile Vilify》（“鼠人”洞穴的背景曲）分别由乔纳森·库尔顿与乐队國民樂團创作游戏内的大多数音乐被制作成三部专辑《Songs to Test By》，从2011年5月开始玩家可以免费下载。后来该专辑于2012年10月发行零售版本，其中包含了前作《传送门》的音轨。

## 发布

### 宣佈

用于宣布《传送门2》的另類實境遊戲包括一个《传送门》补丁。补丁中包含了若干张慢扫描电视图像。

2008年1月，维尔福发言人道格·隆巴尔迪（Doug Lombardi）向Eurogamer透露，“我们保证一定会有更多的《传送门》”。《传送门》设计师金·斯威夫特确认《传送门2》的开发工作会从下个月开始。斯威夫特说，开发《传送门》的多人模式在技术上可行，但是“没有你想的那样有趣”。
维尔福于2010年3月5日通过《Game Informer》杂志正式宣布将要推出《传送门2》。不过之前一周内发生的事情已经预示了这一点：3月1日，维尔福发布了《传送门》的补丁，在其中加入了一个新成就“Transmission Received”，要求玩家将游戏内的收音机放到指定位置。放置收音机产生的音效成为了另類實境遊戲的一个环节。新的效果包括暗示GLaDOS将要重启的摩尔斯电码和来自光圈科技视频的慢扫描电视图像。一个神秘的电话号码连接到了一个BBS系统，其数据包括一些与《传送门》和光圈科技档案相关的ASCII图像。它们都在暗示一些事情。多数ASCII图像随后被《Game Informer》杂志披露出来。在维尔福正式宣布将要推出游戏之后，新的ASCII图片继续流露出来。另类实境游戏的背景被嵌入在额外的一张慢扫描电视图像中，可以在《传送门2》的一个隐藏房间内找到。另类实境游戏的想法由维尔福员工亚当·福斯特（Adam Foster）提出。他与公司在《Game Informer》透风的行动紧密配合。他通过自己家中的电话线路来运行BBS软件，因为维尔福办公室的设备太新，不支持相关的传输协议。福斯特估计这个另类实境游戏需要花费不到100美元。

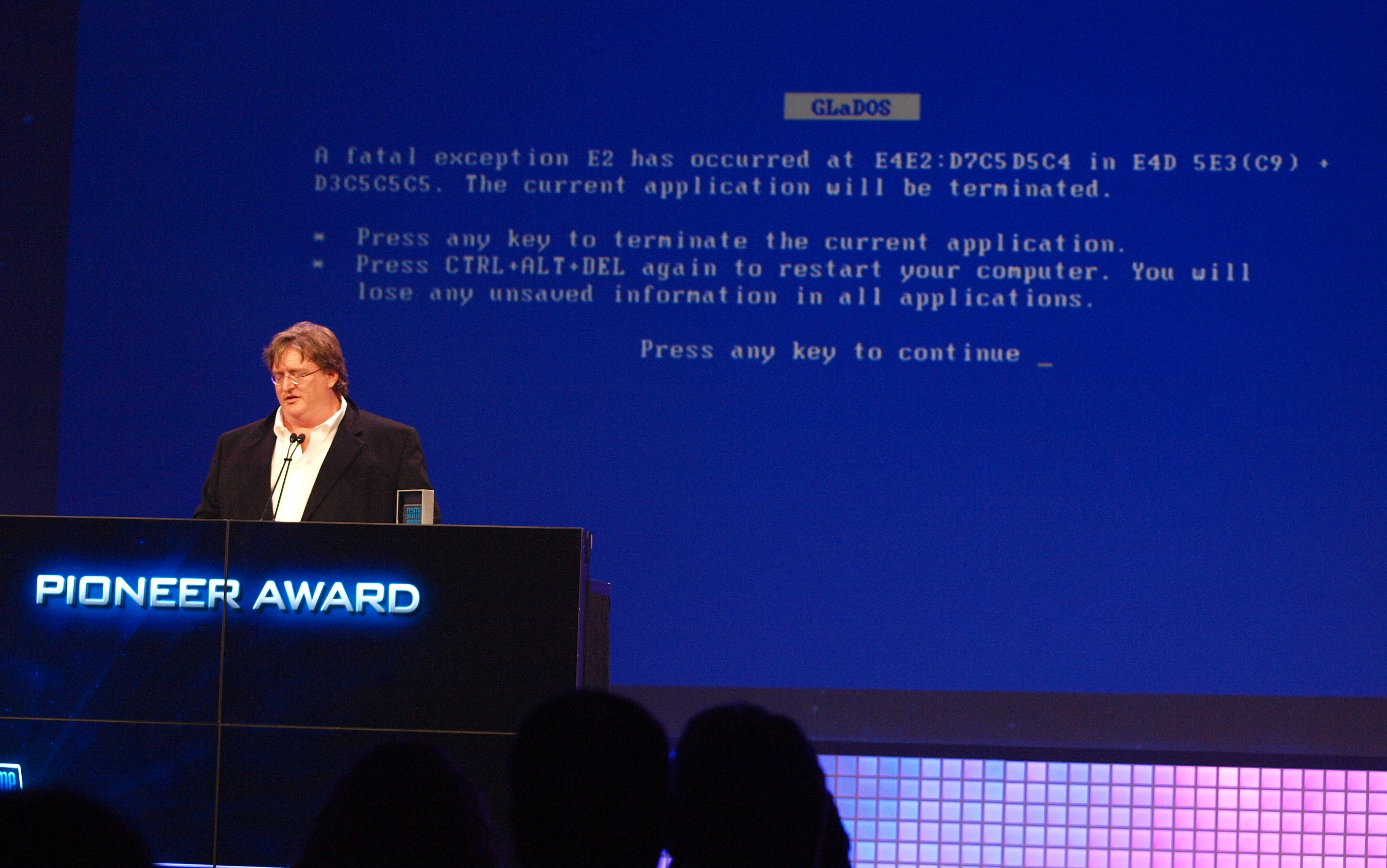
2010年遊戲開發者大會，加布·纽维尔和GLaDOS版藍屏死機畫面

3月3日，《传送门》发布第二个补丁，游戏结局改为雪儿被拖回了光圈科技设施中。游戏网站编者们预测，维尔福很快就会宣布《传送门2》。3月5日，《Game Informer》指出他们将在四月发行的杂志中宣布《传送门2》的正式发行。接下来的一周，加布·纽维尔参加了2010年游戏开发者大会，接受游戏先驱奖并发表了演讲，演讲以展示蓝屏死机画面的形式结束。从画面中可以看到，消息来自GLaDOS，以此暗示2010年E3大会时会有更多关于《传送门2》的消息。在E3大会两星期之前，游戏网站编者们收到了一封由光圈科技发布的、内容隐晦的邮件，暗示《传送门2》的展示会被换成一个“惊喜”。这引发了人们对“惊喜”内容的推测。人们感觉可能是《半衰期2：第三章》，不过维尔福指出那个“惊喜”是关于《传送门2》的。实际上，那个“惊喜”是《传送门2》将要推出PlayStation 3版。

### 营销和发布
维尔福最初宣布将于2010年下半年正式发布《传送门2》。2010年8月，维尔福将游戏正式发布时间推迟到了2011年2月，Steam版发布时间推迟到了2011年2月9日，以便完善游戏对话、实验室和凝胶等游戏内容的设计。2010年10月，维尔福再次将游戏正式发布时间推迟到2011年4月18日。全球范围内零售版本和线上版本都会于这一天发布。艾瑞克·沃保说推迟八个星期是为了在“内容锁定”（在开发过程中达到某个阶段之后就不再加入新内容）之前丰富游戏的内容。剩下的开发工作还包括程序调试等。加布·纽维尔认为公司不能因为产品缺少某些内容而错失良机，于是批准了推迟发布。2011年2月18日，加布·纽维尔确认《传送门2》的开发工作已经完成，团队正在“等待最终批准发布，并且开始着手生产盘片”。《传送门2》是维尔福在Steam平台上发布的第一个同时支持Windows和Mac系统的游戏。各平台的零售版本均由美国艺电发行。
2011年4月1日，维尔福发布了另一款另类实境游戏《马铃薯袋》。玩家们试图解决多层次的谜题，借助网站和聊天室互相协调。一些记者相信这款游戏意味着《传送门2》将提前到4月15日发布，而非原先计划的19日。4月15日，玩家们发现了“GLaDOS@Home”，一个伪装成分布式计算，鼓励大家参与以提前解锁《传送门2》的游戏。一旦谜题被解开，《传送门2》就可以提前十个小时解锁。
维尔福制作了一系列《传送门2》的电视广告。维尔福曾与广告公司展开合作，但道格·隆巴尔迪发现广告公司的作品缺乏创意。他对抄袭、陈词滥调和表里不一的宣传感到不满。根据观众的反馈情况，维尔福决定自己专门进行广告设计，直到大家满意为止。广告设计最终花了八个星期的时间。维尔福还制作了以角色卡夫·强森的口吻来进行叙述的视频，以展示《传送门2》新加入的游戏元素。这些视频被加布·纽维尔称为是“纪录片式投资机会”的一部分。维尔福在较早的时候发布了一个视频，对《传送门2》合作模式进行了宣传，并将其称为圣瓦伦丁的礼物。隆巴尔迪说这部视频“激发了我们的预售，打通了我们的电话，点亮了所有可以被出版商和发行商用于统计的指标”。维尔福还推出了《传送门2》风格的商品，例如海报、水杯、T恤衫等。

### 附加内容和可追加下载内容
《传送门2》包括一些附加内容，例如4个附加视频、《Lab Rat》漫画、電影《超級8》的交互式预告片等、“机器人自定义”（Robot Enrichment）功能。“机器人自定义”可以使玩家改变合作模式角色的手势和装饰物等。这些装饰可以在游戏中获得，也可以通过与其他玩家进行交易，或在游戏商店进行购买来获得。
维尔福还计划给《传送门2》加入追加下载内容。第一个DLC叫做“同儕評審”（英語：Peer Review），于2011年10月4日发布。它是免费的，而且与玩家游戏平台无关。其中包含一个新的合作模式关卡。关卡剧情设定在合作模式剧情结束之后一星期，GLaDOS准备将两位机器人主角培养成“杀人机器”，以消灭在单人模式剧情中把土豆GLaDOS叼走的那只鸟。DLC还加入了与前作类似的“挑战模式”，玩家需要尽量用最短时间或最少的传送门来解决谜题。玩家可以透過挑戰模式的記分板與好友們或整個《傳送門2》社群互相較勁分數。单人模式和合作模式都加入了挑战模式。
切特·费里斯诗克指出，玩家针对《传送门2》的用户生成内容都可以在全部平台上运行，但是，由于软件依赖性的缘故，模组的制作软件只能在Windows系统上运行。维尔福于2011年5月10日发布了模组制作软件的公开测试版本。2011年5月，维尔福支持了一场由社区举办的比赛，而且向最受欢迎的地图作者颁发了奖励。2012年5月8日，《传送门2》引入了“永久测试行动计划”（英語：Perpetual Testing Initiative），其中包括一个全新的地图编辑器，玩家可以通过Steam的创意工坊下载和上传自定义地图。2011年11月，《GTTV》节目主持人杰夫·基思利提到维尔福正在开发一个简化的地图编辑器，这样新手就可以在不接触Valve Hammer Editor的前提下设计新实验室。此外，Valve还制作了一个可以通过Steam创意工坊发布地图的系统。这个系统于2012年3月投入公开测试。在“永久测试行动计划”发布之后，几天之内就产生了35,000张地图，这些地图在Steam上面总共被下载了1300万次。一个月之内，地图数量超过了150,000。“永久测试行动计划”最初只支持单人模式地图。2012年8月16日，维尔福发布了一个补丁，使得玩家可以制作合作模式的地图。
截至2013年1月，维尔福一直在支持爱好者们利用《传送门2》的内容进行再创作，并且还提供协助和部分素材。游戏《堡垒》中有一款武器受到了《传送门2》中转换凝胶和炮塔的启发，而且游戏的开发者Supergiant Games公司在剧本方面得到了艾瑞克·沃保的协助，游戏中炮塔的配音是由愛倫·麥克萊恩完成的。密道娱乐公司的塔防游戏《防御阵型：觉醒》加入了GLaDOS角色，并使用了愛倫·麥克萊恩新录制的对话和《传送门2》的素材。沃保和麥克萊恩还帮助过一个名为加里·哈得森（Gary Hudston）的地图作者，为他设计了额外的剧情对话，而这个地图将被作者用于向自己的未婚妻求婚。贝塞斯达公司为《上古卷轴V：天际》发布了一个补丁，加入了对Steam创意工坊的支持，于是维尔福为上古卷轴制作了一个免费的遊戲模組，将太空核心作为一个角色纳入了游戏之中。维尔福与Zen Studios工作室进行合作，共同为《三维弹球FX2》和《Zen Pinball》做出了具有《传送门2》风格和其他维尔福风格的弹球球台。在华纳兄弟制作的《乐高：次元》中也能找到传送门风格的套件。这部游戏还加入了一些额外的剧情，由华纳兄弟的Traveller's Tales工作室和维尔福共同编写，剧情设定在《传送门2》剧情结束之后。愛倫·麥克萊恩、斯蒂芬·默切特和J·K·西蒙斯仍然为原来的角色配音，乔纳森·库尔顿仍然创作主题曲，而主题曲还是由愛倫·麥克萊恩来演唱。
2014年2月，《传送门2》增加了对SteamOS的支持。2016年6月，Xbox 360版加入了对Xbox One设备的支持。

## 教育用途

### 教育版
2012年6月，维尔福宣布“Teach with Portals”和“Steam for Schools”计划，并推出了专门用于教育用途的《传送门2》。《传送门2》的教育版价格免费，但只包含单人模式和地图编辑器，而且只有教育项目的用户能够下载。此外维尔福还开设了“Teach with Portals”网站，其中包含数学、物理等学科的教学计划。这是维尔福在STEM（科学、技术、工程和数学）教育领域上进行尝试的产物。
一些评论者指出《传送门2》很适合用于解题的教学。在《纽约时报》的一篇评论中，塞思·席塞尔（Seth Schiesel）写道“在某个地方，一位思想创新、富有活力的高中物理老师把《传送门2》设计成一系列课程的关键部分。并且他会立刻成为那些幸运的学生们所遇到的最重要的科学老师。”一些数学教师和科学教师给维尔福发邮件，讲述自己在教学过程中如何把《传送门2》用作促使“学习游戏化”项目的一部分。《传送门2》开发者乔舒亚·魏尔和亚瑟尔·马莱卡（Yasser Malaika）曾带领开发团队专门研究如何使《传送门2》可以用于教育领域，于是谜题编辑器（Puzzle Maker）诞生了。魏尔和马莱卡不但希望可以由自己来设计课程，而且还希望能够给教育者提供一套设计课程的工具。在谜题编辑器诞生之前，免费的工具只有Hammer，然而对于教育者来说这个工具太难以理解和学习。谜题编辑器给教育者提供了一个易于使用的界面，使他们更容易设计谜题、制定教学计划。一些教学工具是由一位数学老师和她的学生开发的。这些工具构成了2012年6月新启动的“Steam for Schools”计划。借助这个计划，教育者可以获得免费的《传送门2》。谜题编辑器可以通过“Teach with Portals”项目免费地用于教学领域。截止到2012年11月，维尔福估计已经有超过2,500名教育者把“Teach with Portals”项目套装列入自己的教学计划中。

### 相關研究
2016年，一份研究報告顯示，《傳送門2》的謎題編輯器可以測量人的流動智力，類似Bochumer Matrizentest（BOMAT）。研究參與者需完成一系列越來越難的測試關卡，這些關卡稱作「傳送門2測驗組合」（Portal 2 Test Battery）。
已經有研究者對電子遊戲是否會對認知或非認知技能造成重大影響發表了研究報告，當中2014年的一份研究報告指出，經過多項預先測試和事後測試，發現《傳送門2》可以提升解決問題的技巧、空間概念和執行指定任務的持久力。研究結果顯示，參與者就算沒有玩過電子遊戲的經驗也可勝任。2017年的另一項研究發現，商業性遊戲（如《傳送門2》）也可以讓人增長溝通能力、適應力和點子發想能力。

## 其他平台支持

### Razer Hydra
Sixense开发了一个支持雷蛇九头灵蛇体感控制器（Razer Hydra）的《传送门2》，增强了一些游戏元素的控制。另外还有10个单人模式关卡可作为DLC来下载。切特·费里斯诗克表示Sixense的开发者为了准备本地版本的游戏，在维尔福公司度过了九到十二个月的时间。一个为雷蛇九头灵蛇控制器准备的限制版与《传送门2》的PC版捆绑销售。

### PlayStation 3
《传送门2》支持PlayStation 3的决定惊动了电子游戏界，因为加布·纽维尔之前批评过PlayStation，还指出把《橙盒》移植到PlayStation上面很困难。维尔福对微软关于Xbox 360的政策越来越失望，例如向玩家推送修補程式和新内容很困难，这导致维尔福转向了PlayStation 3。纽维尔发现索尼的发布模型更为开放，允许开发者加入跟Steam类似的功能。《传送门2》是第一款支持部分Steamworks组件功能的PlayStation 3游戏，其中包括自动更新、追加下载内容和社区支持等。游戏还具有跨平台支持，即与使用不同设备和操作系统的玩家共同游戏。
游戏的Steam层可以同时显示来自Steam和PlayStation Network的好友，并且可以同时显示来自Steam和PlayStation Network的成就。PlayStation 3玩家可以在不支付额外费用的情况下获取电脑版本。集成Steamworks功能使得维尔福能够收集发布之后玩家遇到的问题，然后发布合适的更新。维尔福曾宣布他们不打算在游戏中集成其他PlayStation 3的功能，例如3D立體電視或PlayStation Move等。然而维尔福在2012年6月宣布将于年底发布针对PlayStation 3版本的补丁，以支持PlayStation Move控制器，而且会以“Portal 2 In Motion”的名字加入一些额外内容，这些内容也曾经提供给九头灵蛇控制器版本。补丁于2012年11月发布。2013年6月维尔福又向“Portal 2 In Motion”加入了一个免费的合作模式扩展。维尔福表示，尽管为PlayStation 3提供了超过Xbox 360的额外支持，但是游戏的核心部分在各平台都是一样的。

### SteamOS和Linux
2014年2月，《传送门》和《传送门2》增加了对SteamOS的支持。这两款游戏可以在大多数基于Debian的操作系统上面运行。Linux版本的内容和其他平台基本相同。作为一个公开测试版本，维尔福在GitHub上面开设了Bug反馈。

### 任天堂Switch
內含《傳送門》與《傳送門2》的《傳送門：同伴合集》於2022年6月28日在任天堂Switch平台推出。

## 评价

### 发布前

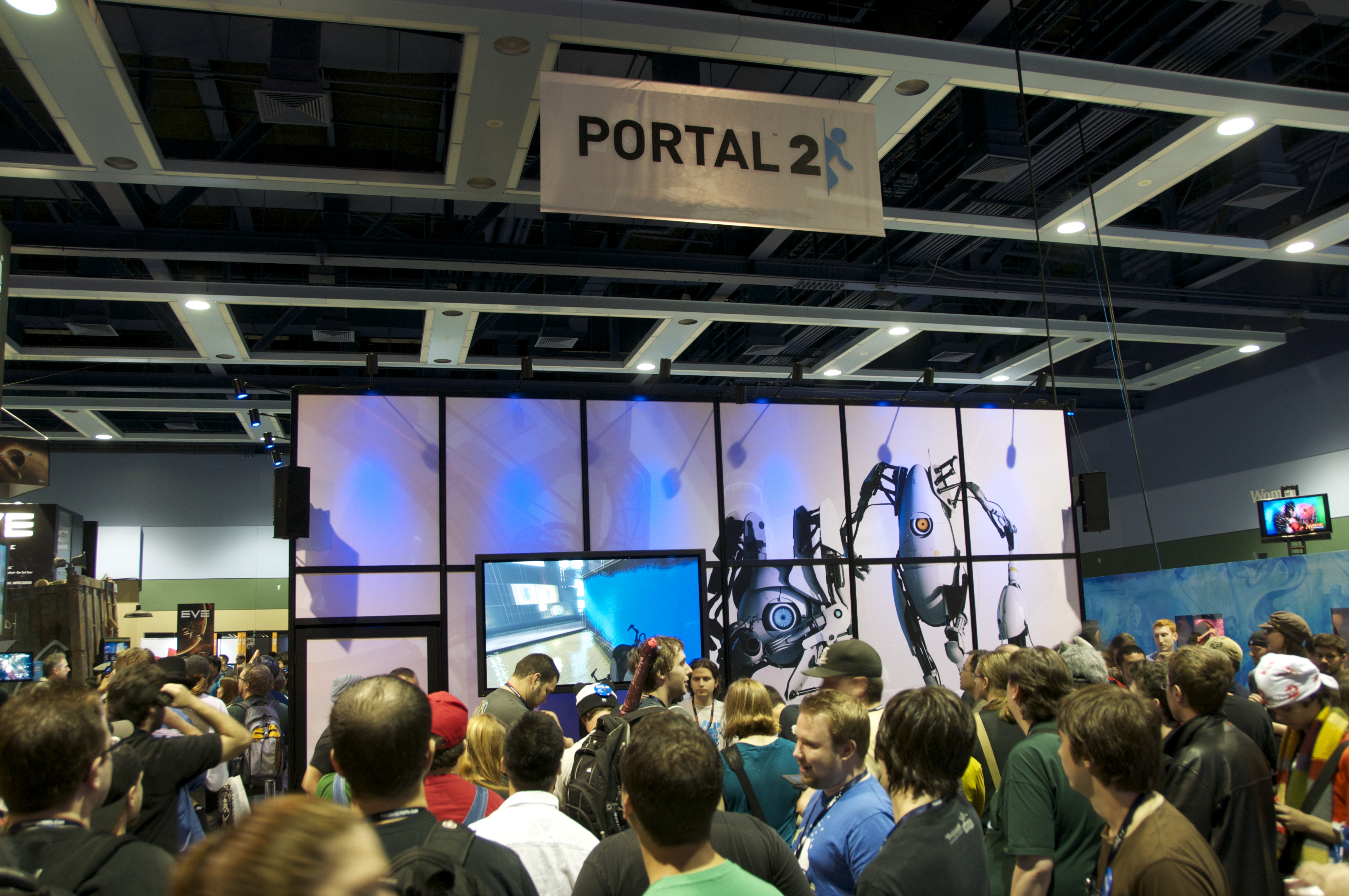
一群人在PAX Prime 2010游戏大会的《传送门2》演示展台前。

在E3 2010大会展览期间，《传送门2》受到了游戏新闻记者们的喜爱。在游戏批评奖中，《传送门2》获得了“最佳PC游戏”和“最佳动作/探险游戏”两个奖项，并获得了“最佳展示”以及“最佳主机游戏”的提名。《传送门2》被IGN网站授予“E3最佳PC、Xbox 360以及PlayStation 3游戏”以及“最佳益智游戏”，被提名为“整体最佳游戏”，并被GameSpy授予“整体最佳游戏”和“E3最佳益智游戏”奖项。《传送门2》还赢得了2010年Spike電玩遊戲大獎的“2011最受期待游戏”奖项。

### 发布后
| 汇总媒体     | 得分                                |
| ------------ | ----------------------------------- |
| GameRankings | PC：95.16% X360：94.00% PS3：93.95% |
| Metacritic   | 95/100                              |

| 媒体          | 得分           |
| ------------- | -------------- |
| 1UP.com       | A+             |
| Edge          | 9/10           |
| Eurogamer     | 10/10          |
| G4            | 5/5            |
| Game Informer | 9.5/10         |
| GameSpot      | 9.0/10         |
| IGN           | 9.5/10         |
| PC Gamer美国  | 94/100         |
| Fami通        | 37（10/9/9/9） |

《传送门2》在发售后受到了普遍好评，在评分综合网站Metacritic得到了95分的高分，而且在整个2011年于不同平台获得了第三至第五的排名。一些评论者认为《传送门2》是“年度游戏”的有力竞争者，而其他人则将其称为有史以来最棒的游戏之一。人们普遍认为《传送门2》跟前作一样好，甚至更好。Eurogamer的奥利·威尔士（Oli Welsh）说游戏避开了开发商在开发续集时的缺陷，指出“《传送门》是很完美的，但《传送门2》不是。《传送门2》比完美更完美。”影音俱樂部的古斯·马斯特拉帕（Gus Mastrapa）写道，维尔福消除了先前人们对《传送门》的猜疑——其实《传送门》的剧情也可以扩展得更为翔实。IGN的查尔斯·奥日特（Charles Onyett）写道，续集通过拓展游戏的玩法和剧情“使前作看起来更像是原型”。
大多数评论者赞扬了游戏的创作和配音。《娱乐周刊》和《PC Gamer》杂志的丹·斯特普尔顿（Dan Stapleton）能够预测游戏剧情中的许多曲折，但“仍然期待看到游戏角色的反应”。他对游戏角色的设计持正面评价，正如“他们的魅力使得原本将要回归虚无的世界变得喧闹和富有生机”。各角色都受到了好评。查尔斯·奥日特指出默切特“对角色有着明显的热情，这对游戏大有裨益”，并且“一贯聪明的写作与屏幕上的行动完美互补”。《Game Informer》月刊的亚当·比赛纳（Adam Biessener）认为卡夫·强森这个角色比GLaDOS还要出色，并赞扬了游戏的“完美音调传递”和“精彩的喜剧时间”。相反的是，Ars Technica的彼得·布莱特（Peter Bright）认为，与他在玩《传送门》时感觉到的孤独和绝望相比，《传送门2》的惠特利和GLaDOS失去了一些这样的感觉，“只是扰乱了心情而已”。
《传送门2》新引入的游戏元素，例如强光桥、高热能激光和凝胶等也受到了好评。评论者对游戏的难度感到满意，认为虽然第一眼看上去很复杂，但是实际上谜题的解法并不复杂。《时代》杂志的埃文·纳西斯（Evan Narcisse）担心新引入的元素会“淡化纯粹的体验，不过，维尔福有着高水平的魅力和气质，一切仍然很精巧”。《每日电讯报》的汤姆·霍金斯（Tom Hoggins）赞扬游戏以一种“杰出的学习曲线而非简单的介绍”的形式来引入新元素，并认为这是一种“特别大方但处理方式奇特的设计精神”。《连线》杂志的克里斯·科勒（Chris Kohler）评论道“游戏从来不需要特别复杂的解法”，解决大多数谜题时都会遇到这样的场景：“拍打自己脑门，然后自己就在想，天啊，我真是个傻瓜！之前我怎么没想到呢？”。彼得·布莱特感觉《传送门2》要比前作简单，他发现游戏有效地向玩家进行了新元素的教学，并要求玩家“小心地使用已经提供的道具”，这给他的印象就是“游戏像在轨道上运行”。但是丹·斯特普尔顿对凝胶持负面评价，认为它“难以控制”，而且“最多也只有一点用途”。
有评论强调合作模式关卡是游戏的一个有价值的补充。奥利·威尔士把合作模式称为“一个你可以与朋友共同进行的、最令人满意的、属于真正协作的游戏体验”。查尔斯·奥日特写道，“维尔福清楚一个好的合作模式应当如何进行设计。这不能是简单的鼓励，而是得要求你们合作。在《传送门2》中，沟通对成功至关重要。”一些评论者对玩家之间可以通过非语音方式进行沟通的设计表示称赞。《传送门2》在设计、声音和音乐方面的细节都受到了赞誉。迈克·纳尔逊（Mike Nelson）相信游戏的世界中置入了“绝对的细节”，“这一切感觉非常真实和自然，在一个短暂的时刻中觉得自己被引入了这个世界。”查尔斯·奥日特对维尔福的起源引擎所能达到的丰富的细节和功能印象深刻，为关卡增加细节和动画“这一系列服务不光愉悦了我们的眼睛，而且还加深了我们对游戏角色的理解”。汤姆·霍金斯评论道，游戏世界“以一种惊人和有机结合的方式”来对游戏主角雪儿作出反应，并称赞维尔福的设计“跟《生化奇兵》的水下城市销魂城一样达到了世界级的成就。”
《传送门2》也有收到一些批评的声音。一些评论者认为游戏的第二幕可能会使一些玩家感到困惑。约翰·杨（John Young）写道，在第二幕，游戏“以一种会使比较随便的玩家沮丧的方式提高了难度”，特别是在离开一个实验室前往下一个实验室时，“我都不知道接下来应该去哪儿”。克里斯·科勒写道，当玩家在光圈科技废弃设施中浏览时，“这些设施没有做任何事情——它只是一堆贫瘠、重复、非交互式的环境”。克里斯·沃特斯（Chris Watters）说，与维尔福早期的游戏相反，《传送门2》各关卡之间的加载时间“太长以至于让你希望它短些”。沃特斯还说，不幸的是，游戏缺乏“独立的实验室和排行榜......不过，即便没有这些东西，《传送门2》在内容方面也不肤浅”。奥利·威尔士指出，如果想要在《传送门2》结束时重温前作主题曲《Still Alive》的感觉，那么这个决定是错误的。游戏批评家本·"雅兹"·克罗肖在他的“零标点符号”节目中称《传送门2》是2011年最佳游戏。然而，他认为虽然《传送门2》是一款非常优秀的游戏，但是它不必要地衔接了前作的部分故事，并没有真正进一步发展游戏的概念。不过这个批评只针对单人模式的剧情。对于合作模式，他指出这个模式有“更多的吸引力和更多的原创精神”。
2011年4月20日，有报导指出玩家发起了一场针对《传送门2》缺陷的抗议活动。玩家抱怨游戏长度太短——一些人说游戏全长只有四个小时，而且追加下载内容不值那么多的钱，而且有人说游戏画面没有特色，其电脑版只是游戏机版的简单移植。Kotaku的史蒂芬·托蒂罗（Stephen Totilo）指出，游戏全长达九个小时，追加下载内容纯粹是一些装饰性的附件。一些记者认为在《传送门2》之前发布的《马铃薯袋》可能对玩家评分造成了影响。

### 获奖情况
《传送门2》在2011年金摇杆奖中获得了“年度最佳游戏”奖项，并在《时代》杂志的“2011年十大电子游戏”中排名第二。Gamasutra、IGN、Eurogamer、Kotaku、美联社和《每日镜报》将《传送门2》列为2011年年度游戏。游戏在2011年Spike电玩游戏大奖中获得了12项提名，包括“年度游戏”等，并赢得了“最佳PC游戏”、“最佳男演员”（授予斯蒂芬·默切特）和“最佳女演员”（授予愛倫·麥克萊恩）、“最佳DLC”和“最佳多人游戏”几个奖项。在2011年游戏开发者选择奖中，《传送门2》赢得五项提名，包括“年度游戏”等，而且获得了“最佳叙事”、“最佳音效”和“最佳游戏设计”奖项。在游戏互动成就奖中《传送门2》获得了十项提名，并被授予“杰出连线成就奖”、“原创音乐成就奖”和“杰出角色表现奖”（惠特利）三个奖项。在英国电影和电视艺术学院视频游戏奖中《传送门2》获得6项提名，并赢得“最佳游戏”、“最佳剧情”和“最佳设计”奖项。游戏音频网络协会（Game Audio Network Guild）向《传送门2》授予了“最佳对话”、“最佳交互作曲”和“最佳原声”（针对游戏主题曲《Want You Gone》）三个奖项。在纽约游戏评论家圈子奖（New York Videogame Critics Circle Awards）首次颁奖中，《传送门2》获得了最佳编剧和最佳表演的荣誉。在2012年的金摇杆奖中，“永久测试行动计划”获得了“最佳DLC”奖项。2016年底，《傳送門2》入圍了由社群票選的第一屆Steam大獎，並贏得「最需要抱抱的壞人」（Villain Most In Need Of A Hug）類別的勝利。

### 销售情况
基于亚马逊公司给出的销售数据，可以得知《传送门2》在发售的第一周就成为了美国最畅销的游戏，但在第二周被新版的《真人快打》所超越。根据NPD集团的调研情况，《传送门2》在2011年4月美国游戏销量中名列第二（约637,000份），并在5月排名第四。然而，NPD集团的数据并不包括Steam平台上的销量。在英国，《传送门2》在发售首周销量就排名第一，第二周继续保持第一。
《传送门2》在PlayStation Network发生大规模故障的前几天发售。Gamasutra的分析师马特·马修斯（Matt Matthews）基于NPD集团的数据进行分析，认为此次故障“没有严重影响软件的零售销量”，但是一些开发商指出他们的销售额确实出现了下降。ShopToNews分析师乔·安德森（Joe Anderson）估计故障不会给《传送门2》在英国的销售带来太大影响。2011年6月22日，加布·纽维尔宣布《传送门2》已经售出300万份。截至7月，美国艺电表示全球各地的零售商已售出超过200万份的《传送门2》。加布·纽维尔在8月接受采访时说，“《传送门2》在PC上比在游戏机上做得更好”。2012年5月，“永久测试行动计划”放出时，纽厄尔称传送门销售量已超过400万，而且个人电脑的销量超过了游戏机。总体而言，《传送门》和《传送门2》总共售出了超过800万份。

## 模組
除了玩家設計的關卡之外，還有一些由玩家製作的完整《傳送門2》模組。

### 《傳送門故事：梅爾》
單人模組，由8名傳送門系列粉絲組成的Prism Studios開發，於2015年6月25日發布，支援Windows、OS X和Linux系統，在Steam上擁有《傳送門2》的玩家可以免費取得。

### 《光圈凝膠》
單人模組，由「The Aperture Tag Team」開發，於2014年發行。在此模組中，「凝膠槍」取代了「傳送門槍」，可以射出和《傳送門2》裡面一樣的凝膠。

### 《传送门：时间机器》
單人模組，由魯斯蘭·雷布卡（Ruslan Rybka）開發，於2014年發行。當中，玩家可以重新讀取之前的行動，由玩家角色的複製人演示出來。

### 《Portal Reloaded》
單人模組，由「PORTANIS」開發，於2021年發行。此模組新增具備時空穿越能力的「綠色傳送門」，可讓玩家在「目前」和二十年後的「未來」兩個時間線進行遊戲。

## 脚注
1. ↑  虽然《传送门2》为官方中文化游戏，但在游戏中各角色名字均采用英文。
2. ↑  在游戏的正式版本中仍然能看到这个“动物之王”。
3. ↑  即单人模式中主角被惠特利抛入深渊，然后来到已被光圈科学废弃的陈旧设施那部分。

## 外部連結
- 官方网站（英文）
- 互联网电影数据库（IMDb）上《傳送門2》的资料（英文）
- 《The Final Hours of Portal 2》（页面存档备份，存于），关于《传送门2》制作背景的电子书。